# Mistrzostwa Polski w Łyżwiarstwie Szybkim w Wieloboju Sprinterskim 2001
20. Mistrzostwa Polski w wieloboju sprinterskim odbyły się w dniach 3-4 stycznia 2001 roku na torze Pilica w Tomaszowie Mazowieckim.

## Kobiety
| Pozycja | Zawodniczka       | Klub                       | 500 m | Pkt. | 1000 m | Pkt. | 500 m | Pkt. | 1000 m | Pkt. | Suma pkt. |
| ------- | ----------------- | -------------------------- | ----- | ---- | ------ | ---- | ----- | ---- | ------ | ---- | --------- |
| 01 !    | Monika Cłapa      | Pilica Tomaszów Mazowiecki |       |      |        |      |       |      |        |      | 176,330   |
| 02 !    | Aleksandra Przeor | Orzeł Elbląg               |       |      |        |      |       |      |        |      | 177,225   |
| 03 !    | Joanna Stawińska  | Pilica Tomaszów Mazowiecki |       |      |        |      |       |      |        |      | 181,740   |

## Mężczyźni
| Pozycja | Zawodnik           | Klub                       | 500 m | Pkt. | 1000 m | Pkt. | 500 m | Pkt. | 1000 m | Pkt. | Suma pkt. |
| ------- | ------------------ | -------------------------- | ----- | ---- | ------ | ---- | ----- | ---- | ------ | ---- | --------- |
| 01 !    | Paweł Abratkiewicz | Pilica Tomaszów Mazowiecki |       |      |        |      |       |      |        |      | 150,685   |
| 02 !    | Rafał Gąsior       | SNPTT Zakopane             |       |      |        |      |       |      |        |      | 153,740   |
| 03 !    | Marcin Gralla      | Orzeł Elbląg               |       |      |        |      |       |      |        |      | 156,010   |